# Bo Berndal
Bo Yngve Berndal, född 6 februari 1924 i Engelbrekts församling, Stockholm, död 16 maj 2013 i Vantörs församling, Stockholm
, är en svensk typograf och formgivare som fick det första ”Berlingpriset” 1991, instiftat av Karl-Erik Forsberg.
Bo Berndal började som handsättare (typograf) 1939 och kom 1949 till Nordisk Rotogravyr där han blev layontuman och formgav bland annat Naturen som formgivare, Byn med det blå huset och Kust. Han illustrerade Familjen med de fem barnen åt Norstedts förlag.  Han har också varit verksam som typtecknare på TYMA (AB Typmatriser).
Han arbetade också som lärare på Skolan för bokhantverk, Grafiska institutet och Konstfackskolan 1975-1980. Under tre decennier medverkade han under julmarknader och hantverksdagar på Skansens Officina Typographica med demonstration av handsättning, tryckning och kolorering (färgsättning) av kistebrev.
Han var med och renoverade Rosenlöfs tryckeri till museum, samt startade utställninghallen Hålet.
Tillsammans med tre gamla elever startade han annonsbyrån BIGG (initialerna av Berndal, Ingemarsson, Günther & Günther).
Har under åren tecknat många företagssymboler som till exempel:
- Riksarkivet
- Nationalmuseum
- Bokjungfrun (Den svenska tryckta boken 500 år)
- Utvecklingsfonden
- Svelast
- Eskilstuna stad
- Svenska forskningsinstitutet i Istanbul

Bo Berndal har skapat mer än 300 typsnitt. Från skyltbokstäver för "Sweda" och "Åhlens" till "gnuggis-tidens" Sispos och Sisneg åt Tranfertype (först utförd som Svensk Standard SIS 03 00 11) och på dator för Monotype och Linotype till exempel Bosis, Boscribe, Esseltub, Euclides, Exlibris, Swingbill, Läckö, Boberia och Pocketiype.
Han har också skrivit om "Kastenbein", en bortglömd sättmaskin från 1800-talet, om "Peter Schöffer II, stämpelsäraren och stilgjutaren."  Tillsammans med Paul Frigyes skrevs "Typiskt typografiskt".
Berndal finns representerad vid Nationalmuseum i Stockholm.